# マングローブ・キー
マングローブ・キー（英語: Mangrove Cay）はバハマの県である。県都はモクシー・タウン（Moxey Town）。

## 隣接行政区画
- セントラル・アンドロス
- サウス・アンドロス